# Cao Fei
Cao Fei (Guangzhou, 1978) è un'artista cinese.

## Biografia
Le sue esposizioni, principalmente di arte multimediale e visuale, sono state esposte nel 2016 al MoMa di New York. Tematica ricorrente delle sue opere, che si compongono di video performance e media digitali, è la vita quotidiana dei cittadini cinesi nati dopo la Rivoluzione Culturale. Alcune delle sue opere sono di proprietà e esposte dal Solomon R. Guggenheim Museum. Nel 2016 ha vinto Chinese Contemporary Art Award (CCAA).

Il suo lavoro esplora la diffusa cultura cinese di Internet e il confine tra sogno e realtà. Cao ha catturato la rapida trasformazione sociale e culturale della Cina contemporanea, sottolineando l'impatto delle influenze straniere dall'America e dal Giappone.

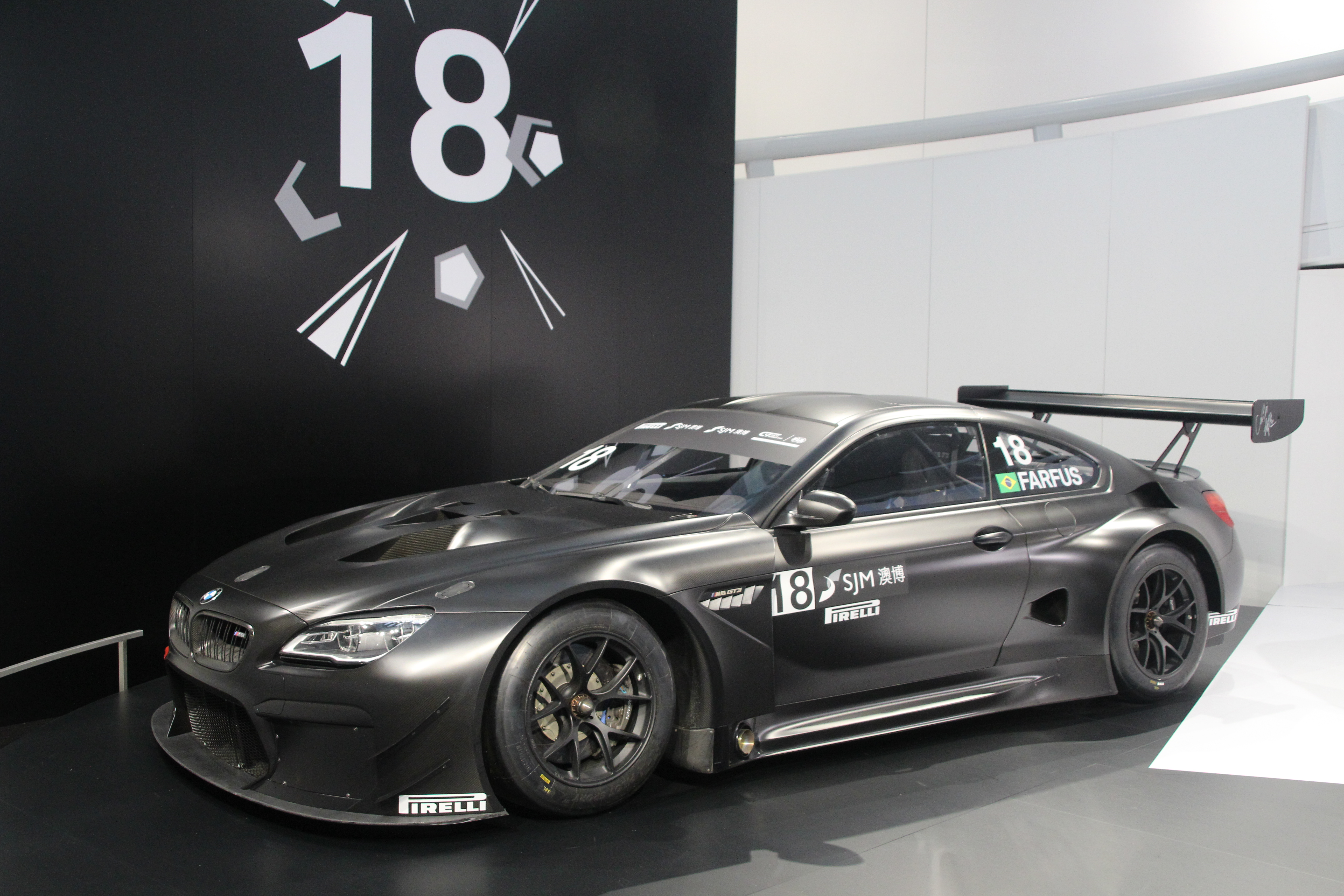
BMW M6 GT3 Art Car di Cao Fei

Nel 2017 è stata incaricata di realizzare il progetto BMW Art Car.

## Mostre

### Mostre personali
- Il progetto San Yuan Li, Courtyard Gallery, Pechino, Cina (2004)
- COSPlayers, Courtyard Gallery, Pechino, Cina (2005)
- Hip Hop, Lombard Freid Projects, New York (2006)
- COSPlayers, Para Site Art Space, Hong Kong (2006)
- Cao Fei: Whose Utopia, Orange County Museum of Art, Newport Beach, USA (2007)
- RMB City, Lombard Freid Projects, New York, USA (2008)
- Cao Fei, Le Plateau, Parigi, Francia (2008)
- Cao Fei: Live in RMB City, Shiseido Gallery, Tokyo (2009)
- Cao Fei: Utopia, Artspace, Auckland, Nuova Zelanda (2009)
- Cao Fei: RMB Cit, Serpentine Galleries, Londra, Inghilterra (2009)
- RMB City Opera - Cao Fei (spettacolo dal vivo e tour), Culturescapes 2010, Svizzera (2010)
- Play Time, Lombard Freid Project, New York, USA (2011)
- Cao Fei: Simulus, Surrey Art Gallery, Vancouver, Canada (2012)
- Haze and Fog, Starr Auditorium, Tate Modern, Londra, Regno Unito (2013)
- Cao Fei: La Town, Lombard Freid Gallery, New York (2014)
- Cao Fei's Theatrical Mirror: Living Between the Real and Unreal, Opere video: 2004-2013, OzAsia Festival, Centro d'arte contemporanea del Sud Australia, Adelaide (2014)
- Cao Fei: Shadow Plays, The Mistake Room, Los Angeles (2015)
- Splendid River, Secession, Vienna (2015)
- Cao Fei, MoMA PS1, New York, USA (2016)
- Cao Fei: Supernova, MAXXI, Rome, Italy (2022)

### Biennali internazionali e triennali
- Triennale di Guangzhou  (2002, 2005)
- Biennale di Venezia (2003, 2007, 2015)
- Biennale di Shanghai (2004)
- Biennale di Mosca (2005)
- Biennale di Istanbul  (2007)
- Prospect.1 New Orleans (2008-09)
- Biennale di Sydney  (2006, 2010)
- Biennale del Mercosur, Brasile (2013)
- 9ª Triennale Asia-Pacifico di arte contemporanea (APT9) (2018-19)

### Mostre collettive
- Centre Pompidou, Parigi (2003)
- Kunstmuseum Wolfsburg, Germania (2004)
- Mori Art Museum, Tokyo (2005)
- Walker Art Center, Minneapolis (2007-08)
- New Museum, New York (2009)